# كمال كربات
كمال كربات (بالتركية: Kemal Karpat)‏ (15 فبراير 1923 في باباداغ - 20 فبراير 2019) مؤرخ منطقة، ومؤرخ، وأستاذ جامعي من تركيا.